# 金行幾太郎
金行 幾太郎（かなゆき いくたろう、1882年（明治15年）2月9日 - 1964年（昭和39年）11月27日）は、日本のキノコ学者である。

## 経歴・人物
広島県賀茂郡大和町（現在の三原市）に生まれる。同地で生産されるマツタケの調査を行い、大和町のアカマツを用いてマツタケの増産方法を研究した。
結果増産は現実のものとなり、金行はこの方法を自身の名を用いて「金行式栽培法」と命名した。